# Tianjin Jinmen Hu Zuqiu Julebu
Il Tianjin Jinmen Hu Zuqiu Julebu (天津津门虎足球俱乐部S, Tiānjīn Jīnmén Hǔ Zúqiú JùlèbùP), a volte tradotto come Tianjin Tiger Football Club o Tianjin Jinmen Tiger Football Club e precedentemente conosciuto come Tianjin Teda, è una società calcistica cinese di Tientsin, di proprietà del gruppo TEDA Holding (acronimo di Tianjin Economic-Technological Development Area, zona di sviluppo economico e tecnologico di Tientsin), conglomerato a controllo statale.
La squadra fu fondata nel 1951 e assunse il nome attuale nel 1998, anno in cui si laureò campione della seconda divisione cinese.
Lo stadio di casa della squadra è lo stadio del Centro olimpico di Tientsin, che ha una capienza di 54 696 spettatori. Ha giocato le partite interne anche nel TEDA Football Stadium, impianto situato nella zona di sviluppo economico e tecnologico di Tianjin.
Costituito nel 1951 come North China Team, nel 1957 la società divenne Tianjin City Football Club, denominazione che mantenne fino al 1993. Con questo nome vinse vari titoli e coppe nazionali. Nel 1993 divenne un club interamente professionistico. Da allora ha messo in bacheca una Coppa della Cina (2011) ed è giunto secondo nella Chinese Super League 2010.
Il 18 giugno 2015 il Tianjin Taida acquistò l'attaccante Sun Ke per la cifra record per un giocatore cinese di 66 milioni di yuan (9,3 milioni di euro).

## Storia

### Tianjin Football Club
Il club fu fondato nel 1951 quando l'autorità sportiva locale decise di mettere insieme i migliori calciatori della zona di Pechino e Tientsin, costituendo il North China team, nome tratto da quello della squadra che nel 1910 aveva rappresentato la zona nei Giochi Nazionali Cinesi. Nel 1951 partecipò al primo campionato cinese a girone unico su scala nazionale, finendo quarto.
Costituitosi come club con sede a Tientsin, autonomo da Pechino, nel 1957 prese parte alla neonata Super League, dove si piazzò secondo. Nel 1959, sotto la guida dell'ex capitano Zeng Xuelin, divenuto allenatore, fece registrare notevoli miglioramenti e nel 1960 vinse campionato e Coppa di Cina. Con la cosiddetta grande rivoluzione culturale il calcio in Cina subì una netta frenata e quando l'attività agonistica riprese a livello professionistico Zeng Xuelin si era già trasferito a Pechino per allenare il Beijing football team.

### Epoca professionistica
Nel 1994 il campionato cinese divenne professionistico. Il nuovo allenatore Lin Xinjiang guidò il Tianjin al secondo posto in China League One e alla promozione in massima serie. Nel 1995 la squadra firmò un contratto di sponsorizzazione con Samsung e sul campo ottenne la salvezza. Con la partenza di Lin Xinjiang la squadra accusò una crisi, che la portò a retrocedere in seconda serie nel 1997. Il 16 febbraio 1998 il club fu rilevato dal TEDA Holding, acronimo di Tianjin Economic-Technological Development Area, zona di sviluppo economico e tecnologico di Tientsin, un conglomerato a controllo statale. Il gruppo rilevò anche il Tianjin Vanke, squadra rivale, per formare il Tianjin Teda in vista dell'inizio della stagione calcistica 1998. Promosso in massima serie, il club faticò a mantenere la massima divisione negli anni successivi. Parve capitolare nel 2003, ma riuscì a battere i quotati rivali dello Shanghai International all'ultima giornata, salvandosi nuovamente. In seguito fu scoperta una combine: l'allenatore Yang Yifeng aveva corrotto Shen Si, Qi Hong, Jiang Jin e Li Ming, giocatori dello Shanghai International, per "accomodare" il risultato. Nel 2004 raggiunge la semifinale di Coppa della Super League.
Bisognò attendere il 2008 per rivedere la squadra conseguire qualche risultato di rilievo. Sotto la guida di Zuo Shusheng la compagine di Tientsin si qualificò per la AFC Champions League per la prima volta nella sua storia. All'inizio della stagione 2009 ingaggiò Li Guangyi come nuovo allenatore, ma i giocatori ben presto si ammutinarono quando scoprirono che il nuovo tecnico voleva modificare il sistema di pagamento dei giocatori e diminuire gli stipendi. Dopo un confronto con il presidente, la situazione rientrò, ma i promotori della protesta, Yang Jun, Han Yanming e Tan Wangsong furono messi fuori rosa e alla fine ceduti. Sul campo la squadra non ottenne i risultati dell'anno precedente. In panchina subentrò quindi Arie Haan, che condusse la squadra al secondo posto nel campionato 2010, alla vittoria della Coppa di Cina nel 2011 (battuto in finale lo Shandong Taishan per 2-1) e agli ottavi di finale della AFC Champions League 2011.
Dopo la breve e sfortunata parentesi di Josip Kuže, squalificato per 7 giornate il 22 maggio 2012 per aver sventolato polemicamente del denaro all'indirizzo di un arbitro dopo una decisione contestata e mandato via dal club il 28 maggio, subentrò sulla panchina del Tianjin Teda Alexandre Guimarães, che tirò fuori la squadra dalle secche della bassa classifica. A causa dell'illecito compiuto nel 2003, il club fu punito retroattivamente con una multa di un milione di yuan e una penalizzazione di 6 punti in classifica da scontare nel campionato di quell'anno, ma riuscì a salvarsi. Nel 2010 conseguì il secondo posto in prima divisione, mentre l'anno seguente vinse la Coppa di Cina, per poi perdere la Supercoppa nazionale nel 2012.
Al portoghese subentrò di nuovo Haan, con cui la squadra si piazzò settima in campionato nel 2014; nel 2020 raggiunse nuovamente le semifinali di Coppa di Cina.

## Denominazione[1]
- Dal 1951 al 1957: Huabei Tuandui (華北團隊S; North China Team)
- Dal 1957 al 1993: Tianjin Shi Zuqiu Julebu (天津市足球俱樂部S; Tianjin City Football Club)
- Dal 1993 al 1994: Tianjin Zuqiu Julebu (天津足球俱乐部S; Tianjin Football Club)
- Dal 1995 al 1996: Tianjin Sanxing Zuqiu Julebu (天津三星足球俱乐部S; Tianjin Samsung Football Club)
- Nel 1997: Tianjin Lifei Zuqiu Julebu (天津立飞足球俱乐部S; Tianjin Lifei Football Club)
- Dal 1998 al 2020: Tianjin Teda Zuqiu Julebu (天津泰达足球俱乐部S; Tianjin Teda Football Club)
- Dal 2021: Tianjin Jinmen Hu Zuqiu Julebu (天津津门虎足球俱乐部S; Tianjin Jinmen Tiger Football Club)

## Rosa Attuale
Aggiornata al 10 gennaio 2025.
| N. |                     | Ruolo | Calciatore    |
| -- | ------------------- | ----- | ------------- |
| 2  | Cina (bandiera)     | D     | Wang Zhenghao |
| 4  | Cina (bandiera)     | A     | Li Haoran     |
| 5  | Cina (bandiera)     | D     | Qiu Tianyi    |
| 6  | Cina (bandiera)     | D     | Gao Jiarun    |
| 7  | Cina (bandiera)     | C     | Zhou Tong     |
| 8  | Cina (bandiera)     | C     | Zhao Yingjie  |
| 9  | Slovenia (bandiera) | A     | Robert Berič  |
| 10 | Brasile (bandiera)  | A     | Farley Rosa   |
| 11 | Cina (bandiera)     | A     | Xie Weijun    |
| 14 | Cina (bandiera)     | A     | Lan Jingxuan  |
| 15 | Cina (bandiera)     | A     | Yang Wanshun  |
| 16 | Cina (bandiera)     | A     | Li Xiang      |
| 17 | Francia (bandiera)  | C     | Jules Iloki   |
| 19 | Cina (bandiera)     | D     | Bai Yuefeng   |
| 20 | Cina (bandiera)     | D     | Wang Jia'nan  |
| 22 | Cina (bandiera)     | P     | Fang Jingqi   |

| N. |                    | Ruolo | Calciatore                                 |
| -- | ------------------ | ----- | ------------------------------------------ |
| 23 | Cina (bandiera)    | D     | Qian Yumiao                                |
| 24 | Cina (bandiera)    | C     | Piao Taoyu                                 |
| 25 | Cina (bandiera)    | P     | Hu Haoran                                  |
| 27 | Cina (bandiera)    | P     | Teng Shangkun                              |
| 28 | Cina (bandiera)    | D     | Tan Wangsong                               |
| 29 | Albania (bandiera) | C     | Albion Ademi                               |
| 32 | Cina (bandiera)    | C     | Su Yuanjie                                 |
| 33 | Cina (bandiera)    | D     | Song Yue                                   |
|    | Cina (bandiera)    | D     | Zhou Qiming                                |
|    | Cina (bandiera)    | A     | Ba Dun                                     |
|    | Cina (bandiera)    | A     | Shi Yan                                    |
|    | Cina (bandiera)    | C     | Zhang Yi (in prestito dallo Shanghai Port) |
|    | Cina (bandiera)    | D     | Zou Zheng                                  |
|    | Croazia (bandiera) | C     | Ivan Fiolić                                |
|    | Spagna (bandiera)  | C     | Cristian Salvador                          |

## Palmarès

### Competizioni nazionali
- Campionato cinese: 3

1960, 1980, 1983
- Coppa della Cina: 2

1960, 2011

### Altri piazzamenti
- Coppa della Cina:

Finalista: 1956
- Supercoppa di Cina:

Finalista: 2012
- China League Two:

Promozione: 1994, 1998